# Music from Another Dimension!
Albums de Aerosmith
Honkin' on Bobo
(2004)
Singles
1. Legendary Child
Sortie : 23 mai 2012
2. Lover Alot
Sortie : 22 août 2012
3. What Could Have Been Love
Sortie : 2012
4. Can't Stop Loving You
Sortie : 21 janvier 2013

Music from Another Dimension! est le quinzième et dernier album studio du groupe hard rock américain, Aerosmith. Il est sorti le 6 novembre 2012 sur le label Columbia Records et a été produit par Jack Douglas, Steven Tyler, Joe Perry et Marti Frederiksen.

## Historique
Cet album est paru huit ans après Honkin' on Bobo, l'album de reprises de blues qui contenait un seul titre écrit par le groupe (The Grind) et onze ans après le dernier album original, Just Push Play réalisé en 2001.
Le travail sur l'album a commencé en mai 2006, puis il sera interrompu par la sortie de la compilation Devil's Got a New Disguise: The Very Best of Aerosmith et la tournée de promotion qui suivit et qui s'étala jusqu'en septembre 2007. Le groupe prévoit d'entrer en studio en novembre, éventuellement avec Rick Rubin comme producteur. Le groupe entre en studio pour travailler sur les nouvelles chansons sans Rick Rubin et travaille en parallèle sur l'élaboration du jeu vidéo Guitar Hero: Aerosmith consacré à la musique du groupe. Si le jeu sort en juin 2008, l'album est loin d'être fini, et le groupe retourne en studio en septembre 2008.
En 2009, Aerosmith repart en tournée de juin à septembre mais la plus grande partie de la tournée fut annulée, à la suite de la blessure à la jambe de Steven Tyler. La tournée s'arrêta finalement le 5 août après que Tyler tomba de scène et se blessa sérieusement une jambe lors d'un concert à Sturgis. Joe Perry en profite pour terminer son album solo, Have Guitar, Will Travel qui sortira en octobre 2009 et partir en tournée avec son groupe. La fin de l'année ne sera pas profitable à la finalisation de l'album, Tyler étant en froid avec le reste du groupe et entrant finalement dans un centre de désintoxication pour soigner sa dépendance aux antalgigues.
2010, Steven Tyler et le reste du groupe se réconcilient et une tournée mondiale est annoncée qui les occupera jusqu'à fin septembre. Pas de retour en studio prévu dans l'immédiat, d'autant plus que Tyler intègre comme juge l'émission American Idol. Il faudra attendre l'été 2011 pour voir le groupe retourner en studio et annoncer fin août que le producteur serait Jack Douglas. Le premier single Legendary Child sort le 23 mai 2013 et le groupe entame une tournée mondiale. Le 22 août 2012 sortent simultanément les singles What Could Have Been Love et Lover Alot et l'album sort définitivement le 6 novembre 2012.
L'album entra directement à la cinquième place du Billboard 200 aux États-Unis.

## Liste des titres
| No  | Titre                                                | Auteur                                                                          | Durée |
| --- | ---------------------------------------------------- | ------------------------------------------------------------------------------- | ----- |
| 1.  | Luv XXX                                              | Joe Perry, Steven Tyler                                                         | 5:18  |
| 2.  | Oh Yeah                                              | Perry                                                                           | 3:41  |
| 3.  | Beautiful                                            | Brad Whitford, Marti Frederiksen, Tom Hamilton, Joey Kramer, Tyler              | 3:05  |
| 4.  | Tell Me                                              | Hamilton                                                                        | 3:45  |
| 5.  | Out Go The Lights                                    | Perry, Tyler                                                                    | 6:55  |
| 6.  | Legendary Child                                      | Perry, Tyler, Jim Vallance                                                      | 4:55  |
| 7.  | What Could Have Been Love                            | Frederiksen, Tyler, Russ Irwin                                                  | 3:44  |
| 8.  | Street Jesus                                         | Whitford, Perry, Tyler                                                          | 6:40  |
| 9.  | Can't Stop Loving You (en duo avec Carrie Underwood) | Tyler, Frederiksen, Whitford, Hamilton, Kramer                                  | 4:17  |
| 10. | Lover Alot                                           | Perry, Whitford, Hamilton, Jesse Kramer, Kramer, Frederiksen, Tyler, Marco Moir | 3:35  |
| 11. | We All Fall Down                                     | Diane Warren                                                                    | 5:14  |
| 12. | Freedom Fighter                                      | Perry                                                                           | 3:19  |
| 13. | Closer                                               | Tyler, Frederiksen, Kramer                                                      | 4:04  |
| 14. | Something                                            | Perry                                                                           | 4:37  |
| 15. | Another Last Goodbye                                 | Perry, Tyler, Desmond Child                                                     | 5:47  |

Cd bonus de l'édition Deluxe
| No | Titre              | Auteur             | Durée |
| -- | ------------------ | ------------------ | ----- |
| 1. | Up On the Mountain | Hamilton           | 5:06  |
| 2. | Oasis in the Night | Perry              | 4:06  |
| 3. | Sunny Side of Love | Tyler, Frederiksen | 3:28  |

## Musiciens
Aerosmith
- Steven Tyler - chant, harmonica sur Out Go the Lights, batterie sur Something, chœurs sur Up on the Mountain
- Joe Perry - guitare rythmique, guitare solo, chant sur Freedom Fighter, Something & Oasis in the Night, chœurs
- Brad Whitford - guitare rythmique, chœurs
- Tom Hamilton - basse, chant sur Up on the Mountain
- Joey Kramer - batterie (sauf sur Something), percussions, chœurs

Musiciens additionnels
- Julian Lennon: chœurs sur Luv XXX
- Mia Tyler: chœurs sur Beautiful
- Johnny Depp et Bruce Witkin: chœurs sur Freedom Fighter
- Melanie Taylor: chœurs sur Oh Yeah et Out Go the Lights
- Sharlotte Gibson et Laura Jones: chœurs sur Oh Yeah
- Carrie Underwood: chant sur Can't Stop Loving You
- Rick Dufay: guitare rythmique sur Shakey Ground
- Jack Douglas: percussions sur LUV XXX, Oh Yeah, Tell Me, Lover Alot, Closer, Freedom Fighter and Up on the Mountain, synthétiseur et chœurs sur Legendary Child, claviers et chœurs sur Freedom Fighter, orgue sur Can't Stop Loving You, piano sur la fin de Street Jesus
- Tom Scott: saxophone ténor sur Oh Yeah & Out Go the Lights
- Jesse J: saxophone ténor sur Oh Yeah
- John Mitchell: saxophone baryton sur Oh Yeah & Out Go the Lights
- Bill Reichenbach Jr.: trombone sur Oh Yeah & Out Go the Lights
- Gary Grant et Larry Hall: trompette sur Oh Yeah & Out Go the Lights
- Russ Irwin: piano et chœurs sur What Could Have Been Love
- Paul Santo: orgue Hammond sur Something et Tell Me, claviers sur Closer et Freedom Fighter, Mellotron sur Closer
- Dr. Rudy Tanzi: orgue Hammond sur Something
- Zac Rae: piano et synthétiseur sur We All Fall Down & Freedom Fighter, piano électrique sur Freedom Fighter
- Desmond Child: piano sur Another Last Goodbye
- Daniel J. Coe: synthétiseur sur Closer, Oasis in the Night, synthétiseur et programmation sur Another Last Goodbye
- Marti Frederiksen: claviers et synthétiseur de guitare Roland sur l'intro de Closer
- Jesse Kotansky: Violon solo sur Another Last Goodbye
- The Section Quartet: Daphne Chen : violon, Eric Gorfain : violon, Lauren Chipman : alto, Richard Dodd violoncelle sur We All Fall Down et Another Last Goodbye
- Jesse Sky Kramer: batterie additionnelle sur We All Fall Down

## Charts et certification
| Pays                                   | Durée du classement | Meilleur classement |
| -------------------------------------- | ------------------- | ------------------- |
| Allemagne                              | 4 semaines          | 7e                  |
| Australie                              | 1 semaine           | 30e                 |
| Autriche                               | 3 semaines          | 12e                 |
| Belgique (W)                           | 9 semaines          | 23e                 |
| Belgique (V)                           | 4 semaines          | 67e                 |
| Canada                                 | 2 semaines          | 6e                  |
| Danemark                               | 1 semaine           | 28e                 |
| Espagne                                | 5 semaines          | 18e                 |
| États-Unis (Billboard 200)             | 9 semaines          | 5e                  |
| États-Unis (Billboard Top Rock Albums) | 8 semaines          | 1er                 |
| Finlande                               | 2 semaines          | 17e                 |
| France                                 | 4 semaines          | 35e                 |
| Italie                                 | 7 semaines          | 7e                  |
| Norvège                                | 1 semaine           | 26e                 |
| Pays-Bas                               | 2 semaines          | 33e                 |
| Royaume-Uni (UK Albums Chart)          | 3 semaines          | 14e                 |
| Royaume-Uni (UK Rock and Metal Chart)  | -                   | 1er                 |
| Suède                                  | 2 semaines          | 11e                 |
| Suisse                                 | 4 semaines          | 5e                  |

| Pays   | Certification | Ventes   | Date       |
| ------ | ------------- | -------- | ---------- |
| Canada | Or            | 40 000 + | 22/11/2012 |

### Charts singles
| Date | Single                    | Chart              | durée du classement | Position |
| ---- | ------------------------- | ------------------ | ------------------- | -------- |
| 2012 | Legendary Child           | Hot Rock Songs     | 12 semaines         | 27e      |
| 2012 | Lover Alot                | Hot Rock Songs     | 1 semaines          | 47e      |
| 2012 | What Could Have Been Love | Adult contemporary | 2 semaines          | 28e      |
| 2012 | What Could Have Been Love | Adult Top 40       | 1 semaine           | 48e      |
| 2012 | What Could Have Been Love | Hot Rock Songs     | 12 semaines         | 27e      |
| 2012 | What Could Have Been Love | Canada AC          | 1 semaine           | 48e      |